# Podbrest
Podbrest (mađ.: Drávaszilas) je naselje u Republici Hrvatskoj, u sastavu Općine Orehovica, Međimurska županija.

## Stanovništvo
Prema popisu stanovništva iz 2001. godine, naselje je imalo 698 stanovnika te 218 obiteljskih kućanstava. Prema popisu stanovništva iz 2011. godine, naselje je imalo 618 stanovnika, od toga 311 muškaraca i 307 žena.
Prema popisu iz 2021. godine, naselje ima 571 stanovnika. 
| broj stanovnika | 320   | 353   | 568   | 559   | 394   | 569   | 643   | 728   | 866   | 878   | 843   | 848   | 774   | 747   | 698   | 618   | 554   |
|                 | 1857. | 1869. | 1880. | 1890. | 1900. | 1910. | 1921. | 1931. | 1948. | 1953. | 1961. | 1971. | 1981. | 1991. | 2001. | 2011. | 2021. |

## Šport
NK Budućnost Podbrest natječe se u 3. ŽNL Međimurskoj.